# ブルー・マーダー
ブルー・マーダー（英語: Blue Murder）は、1987年5月に結成され、1989年にデビューしたハードロック・バンド。ジョン・サイクスを中心に結成された。

## 歴史

### バンド結成
ホワイトスネイクに在籍していたジョン・サイクスを中心に、同じく元ホワイトスネイクのコージー・パウエル、元オジー・オズボーンバンドのフィル・スーザンというラインナップで始動。結成初期にフィル・スーザンが脱退、後任として元ザ・ファームのトニー・フランクリンが加入。ボーカルとして当初トニー・マーティンが参加するもブラック・サバスへ加入してしまったため、代わりにレイ・ギランが加入。4人体制で曲作りやデモ作りを行うが、今度はギランがマネージメントの意向により解雇。その後キング・コブラのマーク・フリー、トライアンフのリック・エメットと二転三転するが、パウエルがそのやり方に疑念を抱き、後任のボーカルが見つからないこともあってバンドに業を煮やし脱退してしまう。結局ボーカルはサイクス自身が取り、後任ドラマーとしてカーマイン・アピスが加入。ここにサイクス+フランクリン+アピスのトリオ編成が確定する。

### デビューから解散まで
こうしてバンドは1989年にアルバム『ブルー・マーダー』でデビューを飾る。リーダーであるサイクスは、800万枚を売り上げ、×8プラチナムとなったアルバム『白蛇の紋章〜サーペンス・アルバス』の立役者であり、そのサウンドを継ぐアルバムとしてレコード会社は多大な期待を寄せた。しかしツアーは盛況であったものの、アルバムは期待に程遠い売り上げとなってしまう（米69位、英45位）。なお、初来日公演では、ホワイトスネイクの「スティル・オブ・ザ・ナイト」、ザ・ファームの「クローサー」、ロッド・スチュワートの「ホット・レッグス」といった、メンバー3人が過去に関わってきた曲も演奏された。
ツアー後、次作へ向けてレコーディングを行うが、いつまでもアルバムは完成せず、バンドに限界を感じたアピスとフランクリンは1992年に脱退。新たにマルコ・メンドーサ、トミー・オスティーンが加入する（一時期アンダース・ヨハンソンもいたという。さらにボーカル/サイドギターとしてケリー・キーリングの名も一時連なっていた）。そしてアルバム『ナッシング・バット・トラブル』を発売。しかし日本でオリコン6位まで上昇した他は大きなリアクションもなく、イギリスでの短いプロモーションと日本でのライブをもってバンドを解散させる。その後はメンバーはそのままにサイクスのソロ・プロジェクト『サイクス』へ移行していった。

### 解散後の動き
2004年初頭、ブルー・マーダー来日公演がアナウンスされ、オリジナル・ラインナップでの再結成実現がにわかに期待された。しかしメンバー自身がブルー・マーダー名義であることを知らされておらず、単なるツアー成功のための仕込みであったことが判明する。実際のショーの内容もブルー・マーダーに捕らわれずにジョン・サイクスの歴史を振り返る集大成的なものになった。なお、この模様はジョン・サイクス名義でライブ・アルバム『バッド・ボーイズ・ライヴ!』として発表された。
2007年2月11日のニューヨークのラジオ番組でエディ・トランクが「ブルー・マーダーがオリジナルメンバーでの再結成に向けて動き出している。」と語ったことから再結成話が再燃したが、メンバーは明らかに別スケジュールで動いており実現する様子はない。

## ラインナップ
1989年～1992年
- ジョン・サイクス John Sykes - ギター、ボーカル
- トニー・フランクリン Tony Franklin - ベース
- カーマイン・アピス Carmine Appice - ドラム
- ニック・グリーン Nick Green - キーボード (サポートメンバー)

1993年～1994年
- ジョン・サイクス John Sykes - ギター、ボーカル
- マルコ・メンドーサ Marco Mendoza - ベース
- トミー・オスティーン Tommy O'steen - ドラム
- ニック・グリーン Nick Green - キーボード

2004年
- ジョン・サイクス John Sykes - ギター、ボーカル
- マルコ・メンドーサ Marco Mendoza - ベース
- トミー・アルドリッヂ Tommy Aldridge - ドラム
- デレク・シェリニアン Derek Sherinian - キーボード

## ディスコグラフィ
- ブルー・マーダー Blue Murder (1989年)
- ナッシング・バット・トラブル Nothin' But Trouble (1993年)
- スクリーミング・ブルー・マーダー～フィルに捧ぐ Screaming Blue Murder (1994年)

## 来日公演
- BLUE MURDER JAPAN TOUR '89（1989年）
  - 8月20日・21日・22日・23日 東京 MZA有明
  - 8月25日 東京 日本青年館
  - 8月26日 川崎 クラブチッタ川崎
  - 8月27日 大阪 フェスティバルホール
- Nothin' But Trouble TOUR（1993年）
  - 12月03日・8日 東京 東京厚生年金会館
  - 12月04日 東京 簡易保険ホール
  - 12月05日 大阪 フェスティバルホール
  - 12月07日 名古屋 名古屋市民会館
  - 12月09日・11日 川崎 クラブチッタ川崎
  - 12月12日 東京 渋谷公会堂
- BLUE MURDER JAPAN TOUR '04（2004年）
  - 4月16日 大阪 なんばHATCH
  - 4月17日 名古屋 名古屋ダイアモンドホール
  - 4月20日 東京 SHIBUYA-AX
  - 4月21日 川崎 クラブチッタ川崎